# Chilabothrus monensis
Chilabothrus monensis — вид змій родини удавових (Boidae). Ендемік Пуерто-Рико.

## Поширення і екологія
Chilabothrus monensis є ендеміками острова Мона, розташованого на захід від Пуерто-Рико. Вони живуть в сухих субтропічних лісах і сухих чагарниках. Живляться ящірками, зокрема Anolis monensis, дрібними птахами і немісцевими гризунами.

## Збереження
МСОП класифікує стан збереження цього виду як близький до загрозливого. Chilabothrus monensis загрожує хижацтво з боку інтродукованих кішок.